# Жидель, Жильбер
Альфонс Жильбер Шарль Жидель (фр. Alphonse Gilbert Charles Gidel; 18 ноября 1880, Париж — 21 июля 1958, Париж) — французский правовед.
Родился в семье историка литературы и педагога Антуана Шарля Жиделя.
Окончил юридический факультет Парижского университета, защитил две диссертации: «Воздействие аннексии на концессии» (фр. Les effets de l’annexion sur les concessions; 1904) и «Экстерриториальная эффективность решений уголовного суда» (фр. L’efficacité extra-territoriale des jugements répressifs; 1905). Преподавал в Монпелье, Гренобле, Ренне, а в 1920—1946 гг. в Парижском университете, в 1941—1944 гг. его ректор. Одновременно на протяжении нескольких десятилетий работал в Институте международного права, с 1927 года его действительный член, в 1936—1937 и 1952—1954 гг. второй вице-президент, в 1956—1957 гг. первый вице-президент. С 1923 г. работал в секретариате Академии международного права в Гааге, с 1942 года её президент.
Главным трудом Жиделя стала монография «Международное публичное морское право» (фр. Le Droit International Public de la Mer), вышедшая в 1932—1934 гг. в трёх томах: первый том был посвящён открытому морю, второй том — внутреннему морю, третий том — территориальному морю и прилежащей зоне. Четвёртый том, который должен был быть посвящён вопросам морской войны, остался незавершённым. Жидель был активным участником обсуждения вопросов морского права на Гаагской конференции Лиги наций 1930 года и Женевской конференции 1958 года, заложившей основы дальнейшего принятия Конвенции ООН по морскому праву.
Был женат (c 1900 г.) на оперной певице Габриэле Риттер-Чампи. Младший брат, Филипп Жан Жидель (1886—1954) — педагог, в 1922—1936 гг. генеральный инспектор преподавания истории в средних школах Франции.